# Ďačov
Ďačov (in ungherese Décső) è un comune della Slovacchia facente parte del distretto di Sabinov, nella regione di Prešov.